# Nanos bicoloratus
Nanos bicoloratus är en skalbaggsart som beskrevs av Lebis 1953. Nanos bicoloratus ingår i släktet Nanos och familjen bladhorningar. Inga underarter finns listade i Catalogue of Life.